# Premier ministre d'Estonie
Le Premier ministre d'Estonie (en estonien : Eesti Peaminister) est le chef du gouvernement de la république d'Estonie.
La fonction est actuellement occupée par Kristen Michal du Parti de la réforme (ERE) depuis le 23 juillet 2024.

## Fonctions et pouvoirs

### Nomination
La procédure de désignation du Premier ministre, établie par l'article 89 de la Constitution du 28 juin 1992, fait intervenir le président de la République et le Riigikogu (Parlement).
À la suite de la démission du gouvernement, le chef de l'État dispose de quatorze jours pour désigner un candidat au poste de Premier ministre. Dans un délai de quatorze jours à compter de sa nomination, le candidat se présente devant l'Assemblée, qui décide de lui confier, ou non, le mandat de former le gouvernement.
S'il obtient ce mandat, il dispose d'un délai de sept jours pour présenter le cabinet au président de la République.
En cas de refus des députés, d'échec du candidat ou de refus de celui-ci, le chef de l'État peut présenter un nouveau candidat dans les sept jours. S'il ne le fait pas, si le candidat désigné n'obtient pas la confiance de l'Assemblée ou s'il échoue à constituer le gouvernement, il revient aux députés de choisir un candidat.
Toutefois, si le candidat choisi par l'Assemblée nationale ne présente pas, dans les quatorze jours qui suivent l'ouverture de la possibilité offerte aux députés de désigner un formateur, un gouvernement au président de la République, celui-ci doit convoquer des élections législatives anticipées.

### Pouvoirs
Les activités du gouvernement sont dirigées par le Premier ministre, qui est le réel chef politique de l’État.
Il n'est pas à la tête d'un ministère spécifique, mais, conformément à la Constitution, le superviseur des travaux du gouvernement. L'importance du Premier ministre, son rôle dans le gouvernement et ses relations avec les autres ministères dépendent souvent de la position du parti dirigé par le Premier ministre vis-à-vis de ses partenaires de coalition, et sur l'influence que le Premier ministre possède dans son propre camp, il peut alors jouir de pouvoirs considérables.
Cependant dans toutes les questions cruciales nationales, le dernier mot revient toujours à l'Assemblée nationale qui détient le pouvoir législatif.
Il lui revient de nommer le secrétaire d'État, qui dirige la chancellerie d'État, qui constitue l'administration centrale du gouvernement estonien.

### Démission
La fonction de Premier ministre se perd par démission, décès, réunion d'une nouvelle législature, entrée en fonction d'un nouveau gouvernement ou défiance exprimée par l'Assemblée, par le vote à la majorité absolue d'une résolution proposée par un cinquième des députés. La fin des fonctions du Premier ministre entraîne celle du gouvernement.

## Histoire
L’Estonie est gouvernée par un Premier ministre au cours des deux premières années de son indépendance (1918-1920) après l'effondrement de l'Empire russe.
Sous la Constitution estonienne de 1920, le chef du gouvernement porte le titre d’« Ancien de l'État » (riigivanem, littéralement le « vieux de l'État »), qui est aussi chef de l’État. Ce système est profondément parlementaire parce que l'Ancien de l'État peut être destitué par le Parlement avec une majorité simple.
Par ailleurs, l'Ancien de l'État n'est pas le commandant en chef des forces armées et ne peut ni ratifier les lois ni dissoudre le Parlement. La dissolution du Parlement n'est possible que grâce à un référendum.
En vertu d'une nouvelle Constitution adoptée par référendum en 1933, le poste de Premier ministre est recréé en tant que chef de gouvernement en 1934 dans un régime plus présidentiel. En vertu de cette Constitution, le président peut nommer et révoquer le Premier ministre et le cabinet, apposer son veto aux lois, promulguer les décrets et dissoudre le Parlement. En 1934, Konstantin Päts, alors Ancien de l'État, s'autoproclame Premier ministre, ce qui lui permet de suspendre l'élection de l'Ancien de l’État et les élections législatives.
Il demeure Premier ministre jusqu'en 1938, se déclarant « président-régent » (estonien : Riigihoidja), jusqu’à l'adoption d'une nouvelle Constitution, sous l'empire de laquelle il est élu président.
Sous la République socialiste soviétique d'Estonie, les fonctions de chef du gouvernement sont remplies par le président du Conseil des ministres.
En août 1991, le président du Conseil devient Premier ministre par intérim. La fonction est ensuite recréée avec l'adoption de la nouvelle Constitution en juin 1992.

## Liste
La fonction de Premier ministre d'Estonie est occupée par dix personnes différentes depuis sa création, en 1992. L'actuelle titulaire est, depuis le 23 juillet 2024, Kristen Michal, du Parti de la réforme d'Estonie (ER).